# Bahnbetriebswerk Berlin-Grunewald

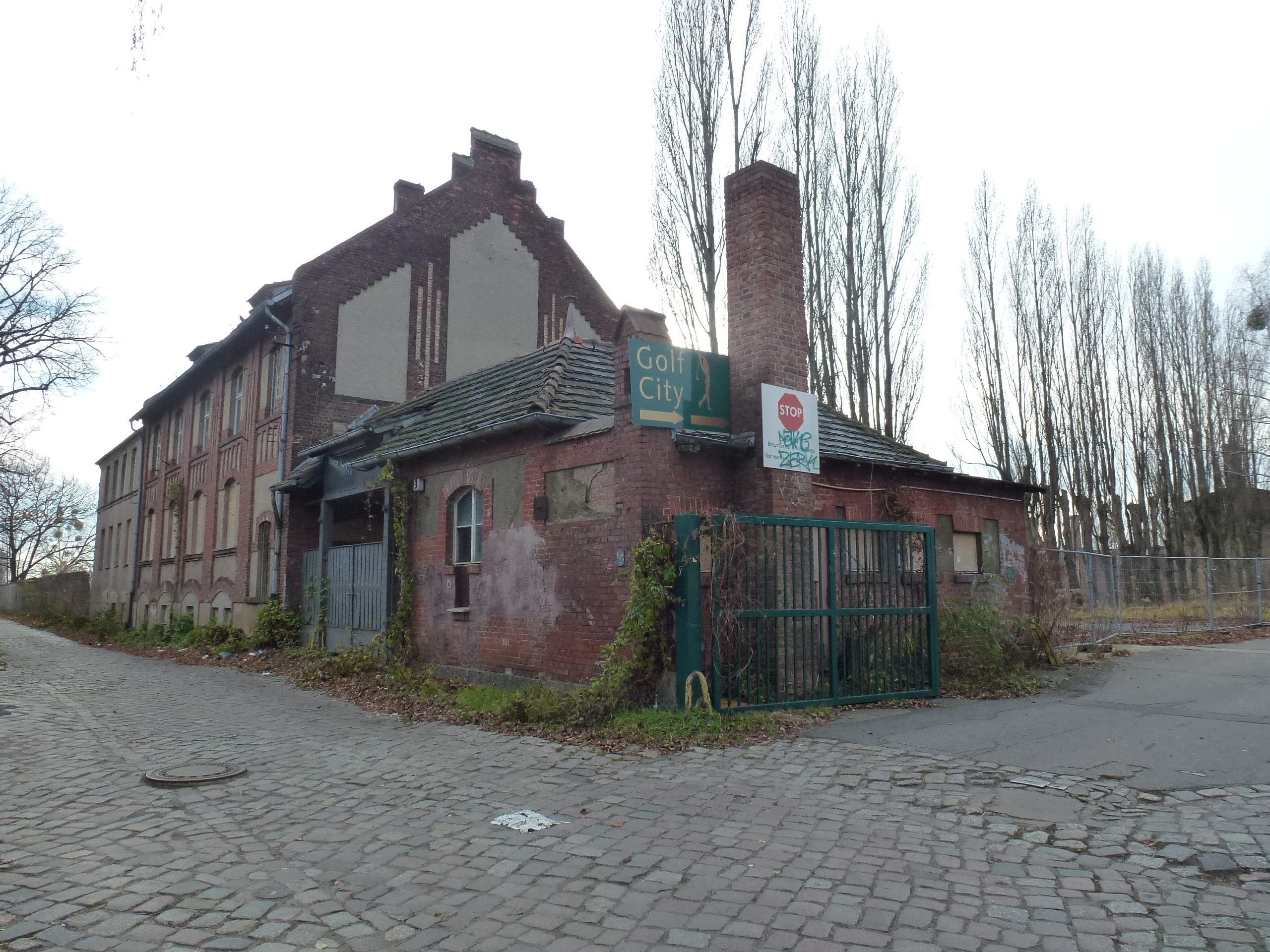
Gebäude an der Cordesstraße

Das Bahnbetriebswerk Grunewald (Bw Grunewald, Bw Gd) war nach dem Zweiten Weltkrieg das einzige Lokomotivbahnbetriebswerk in West-Berlin. Es war angeschlossen an den Bahnhof Berlin-Grunewald, wo es zusätzlich eine DB-Werkstatt für Notfalltechnik gab.

## Lage
Das Bahnbetriebswerk Grunewald lag am  Werkstättenweg in Berlin-Grunewald, der bis 4. November 1935 Bahnhofstraße genannt wurde, und an der Cordesstraße.

## Geschichte
Nordwestlich einer Betriebsstelle der Berlin-Wetzlarer Eisenbahn, die ab 1884 als Bahnhof Grunewald bezeichnet wurde, wurde ein Werkstättenbahnhof angelegt, der als Ursprung des späteren Bahnbetriebswerkes angesehen werden kann. Ab 1880 wurden hier verschiedene Werksbauten und Lokomotivschuppen errichtet.
In den 1930er Jahren war das Bahnbetriebswerk Grunewald vor allem für Personen- und Schnellzuglokomotiven zuständig. Zum 30. Januar 1931 waren hier somit sieben Exemplare der preußischen S 101 (Baureihe 17.10), zwölf preußische P 8 (Baureihe 38.10-40) und 22 Maschinen der Baureihe 74 stationiert. Im Laufe der 1930er Jahre wurden auch neue Einheitsdampflokomotiven in Grunewald stationiert. Die Grunewalder Schnellzugdampflokomotiven der Baureihen 03, 01.10 und 03.10 bespannten gemeinsam mit den S 101 die Schnellzüge auf den von der Berliner Stadtbahn nach Osten ausgehenden Strecken, vor allem der Ostbahn in Richtung Ostpreußen und auf den Strecken in Richtung Neu Bentschen und Breslau. Vier Schnelltriebwagen der  Bauart Leipzig (SVT 137) zählten ab 1936 zum Bestand und bedienten die Verbindung zwischen Berlin und Beuthen O.S. über Breslau. Die Schnellzugdampflokomotive 61 001 der Baureihe 61 wurde nach Einstellung des Zugbetriebes bei Kriegsbeginn 1939 in Bahnbetriebswerk Grunewald zum Heizdienst eingesetzt.
Nach dem Ende des Zweiten Weltkrieges hatte das Bahnbetriebswerk Grunewald einen Bestand von 52 Lokomotiven. Anders als bis 1945 lag der Schwerpunkt der Leistungen nun im Güterverkehr. Nur 21 Lokomotiven konnten für deutsche Zwecke genutzt werden, die übrigen waren als sogenannte Kolonnenlokomotiven ausschließlich für die Bespannung von Zügen mit Reparationsleistungen für die Sowjetunion vorgesehen. Diese 31 Loks gehörten zur Kolonne 16, für die das Bahnbetriebswerk zuständig war. Am stärksten vertreten waren die Baureihen 52 und 41, wobei letztere vollzählig zur Kolonne gehörte. Von den verfügbaren Lokomotiven waren sechs z-gestellt. Anfang 1948 wurde die Kolonne 16 aufgelöst und die Loks entweder als Reparationsbeute in die UdSSR abgefahren oder an andere deutsche Bahnbetriebswerke verteilt.
Im Juli 1952 konnte der Bestand des Bahnbetriebswerks nur noch einige Dampflokomotiven der Baureihen 52 (vier Maschinen), 74 (eine Lok) und 93 (drei Loks) verzeichnen. Doch im Laufe der 50er Jahre wuchs der Lokbestand wieder stark an. Am 30. September 1960 wurden hier acht Kriegslokomotiven der Baureihe 52, sechs Maschinen der Baureihe 74, vierzehn Exemplare der Baureihe 93 und zwei Diesellokomotiven gezählt.
Anfang der 1960er Jahre begann die Stationierung von Diesellokomotiven im Bahnbetriebswerk Grunewald. Der Bestand an Diesellokomotiven wuchs so rasch an, dass im Jahre 1965 auf die beiden Baureihen 93 und 74 vollständig verzichtet werden konnte. Als letzte Dampflok wurde 52 2523 im Dezember 1966 aus dem Betrieb genommen. Seit 1967 waren in Grunewald über Jahrzehnte nur noch Diesellokomotiven der Baureihen V15, V60 und V180 beheimatet sowie einige Heizloks und ein paar Kleinloks. Am 30. September 1978 war hier ein Bestand von 56 Diesellokomotiven stationiert. Die V15-Diesellok 101 109-7 vom Bahnbetriebswerk Grunewald stand für Notfalleinsätze im Berliner Nordsüd-S-Bahn-Tunnel zur Verfügung, um bei Stromausfall S-Bahn-Züge aus dem Tunnel zu ziehen.
Seit den 1950er Jahren war das Bahnbetriebswerk Grunewald das einzige Lokomotivbahnbetriebswerk in West-Berlin. Alle anderen Bahnbetriebswerke in West-Berlin waren ausschließlich für S-Bahnzüge zuständig. 1994 wurden das Personal und die Lokomotiven in den Bestand des Bahnbetriebswerkes Wustermark überführt. Das Bahnbetriebswerk Wustermark wurde 1996 aufgelöst und Grunewald wurde Einsatzstelle des Betriebshofs Berlin Hauptbahnhof (am damals so bezeichneten heutigen Berliner Ostbahnhof). Zuletzt verblieb lediglich eine Meldestelle für Triebfahrzeugführer.

## Politische Zwischenfälle
Nach dem Tod des Ministerpräsidenten der Deutschen Demokratischen Republik Otto Grotewohl († 21. September 1964  in Ost-Berlin) hissten die Parteiorganisationen der Westberliner Bahnhöfe ohne offizielle Weisung der Regierung bzw. Politischen Verwaltung der Deutschen Reichsbahn im Bahnbetriebswerk Grunewald rote Fahnen. Anders als auf den Bahnhöfen Zoologischer Garten, Wilmersdorf, Tegel, Spandau und Spandau-West, Halensee, Eichkamp und Neukölln entfernte und beschlagnahmte die Westberliner Polizei diese roten Fahnen nicht.